# Сабадаш Михайлина Олександрівна
Михайлина Олександрівна Сабада́ш (нар. 30 листопада 1912, Кубаївка — пом. 21 жовтня 1996, Коломия) — українська вишивальниця; заслужений майстер народної творчості України з 1995 року.

## Біографія
Народилася 30 листопада 1912 року в селі Кубаївці (тепер Надвірнянський район Івано-Франківської області) в баготодітній сім'ї. Жила і працювала в Коломиї.
Брала участь у всеукраїнських та міжнародних виставках:
- Коломия (1979, 1982);
- Івано-Франківськ (1983);
- Київ, Канів, Монреаль (1982)[1].

Померла в Коломиї 21 жовтня 1996 року.

## Творчість
Вишивала рушники, скатертки, серветки, доріжки, чоловічі і жіночі сорочки тощо. Серед робіт:
- чоловіча сорочка «Космацька писанка» (1941);
- доріжка «Золота Україна» (1976);
- рушники «Дніпрові кручі» (1978);
- комплект серветок «Падають каштани» (1982);
- жіноча сорочка «Подолянка» (1985).

Твори зберігаються у приватних колекціях в Індії, Німеччині, Японії, Канаді. Також 12 творів майстрині зберігаються у Національному музеї народного мистецтва Гуцульщини та Покуття імені Й. Кобринського.